# Steph Geremia

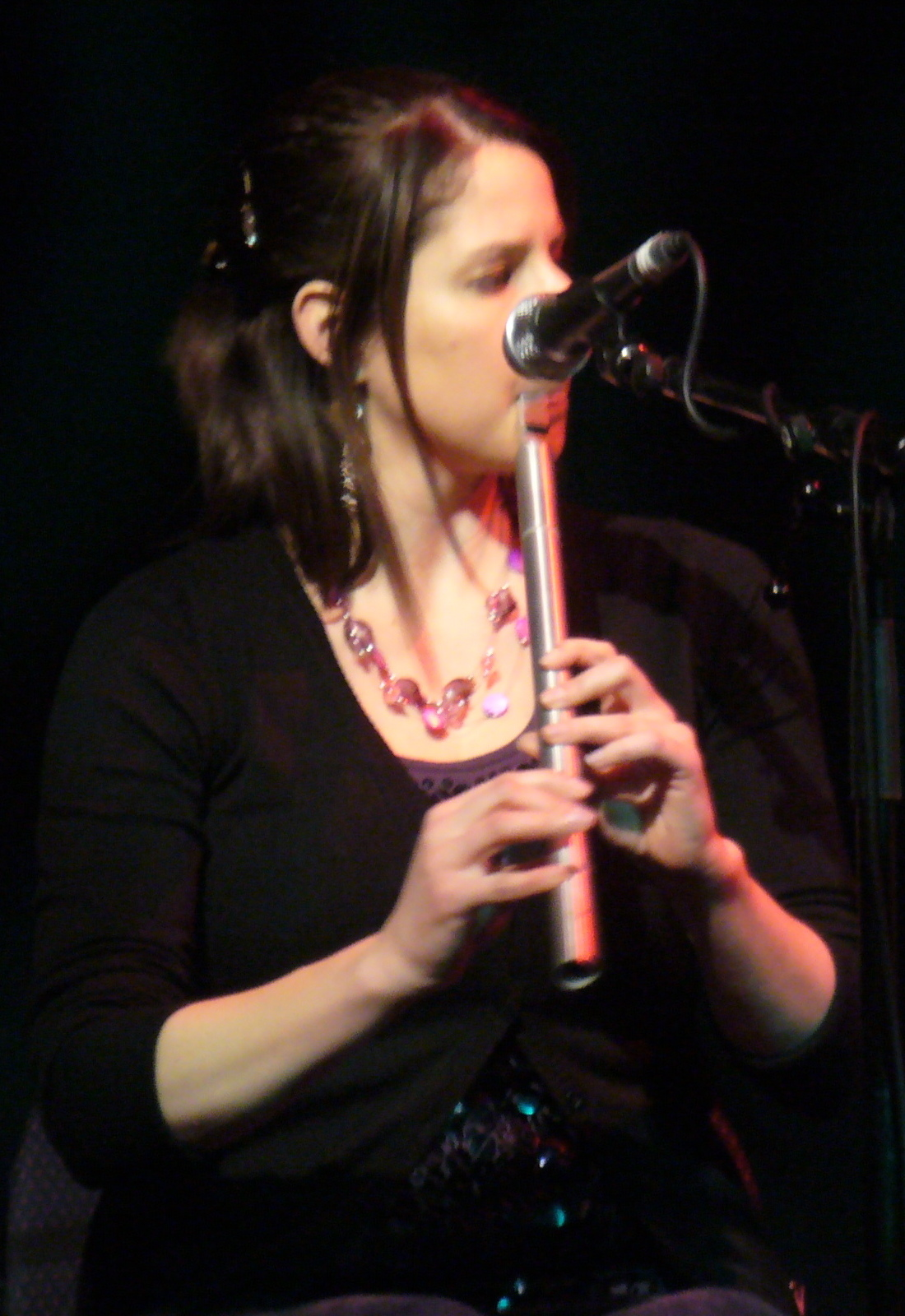
Steph Geremia

Steph Geremia (* in New York) ist eine amerikanisch-irische Flötistin und Sängerin, die in Galway, Irland lebt.

## Werdegang
Steph Geremia wurde in einem italienisch/irischen Viertel in New York geboren. Sie lernte dort, die Irish Flute zu spielen und kam dort das erste Mal mit irischer Volksmusik in Berührung. Mit 16 spielte sie in verschiedenen Orchestern. Sie studierte in den USA Weltmusik und reiste durch Indien. Dort studierte sie die Bansuri, eine nordindische Flöte. Es folgte eine Reise durch Italien, wo sie mit Salsa und Jazz in Berührung kam.
Sie ging nach Irland in die Grafschaft Sligo und vertiefte sich dort weiter in das Studium der irischen Flöte. An der Universität Limerick schloss sie das Studium der traditionellen irischen Musik mit einem Master-Grad ab.
Sie spielte in verschiedenen Formationen und gehörte bald zur Topelite der irischen Musikszene. Sie lebt heute in Galway, unterrichtet Irish Flute und tritt regelmäßig lokal, national und international auf. Sie gilt als eine der besten Flöte-Spielerinnen des Landes und als vielversprechendes Nachwuchstalent der irischen traditionellen Musik.
2008 nahm sie am Galway Arts Festivals als Solokünstlerin teil. Im September 2009 trat sie mit Johnny Cunningham im Rahmen des International Edinburgh Festivals auf. Schon im Juli desselben Jahres veröffentlichte sie ihr Debütalbum, das den Titel The Open Road trägt.
Für den 21. Januar 2010 ist sie schon eingeplant für das Konzert anlässlich der Celtic Connections, das in Glasgow stattfinden wird.

## Musik
Als besondere Einflüsse nennt Steph Geremia unter anderen: Matt Molloy, Kevin Crawford, Planxty, Andy Irvine und Dolores Keane. 2009 erschien ihre erste Soloeinspielung, die von der irischen Presse hochgelobt wurde.
Dabei hat sie sich dem Roscommon/Sligo Stil verpflichtet, der sich durch flüssige Spielweise und hohe Reinheit jeder Note auszeichnet.

## Rezension
Geremia trat am 3. Dezember 2009 mit Alan Kelly während eines Konzertes auf und wurde in der Vorankündigung als dynamisch und vielseitig (vibrant, versatile) bezeichnet. Vom Irish Music Magazine wurde ihr bescheinigt, sie sei eine der vielversprechenden Musikerinnen ihrer Musikbranche.

## Diskografie
- 2009: The Open Road
- 2018: Up She Flew